# هانس كريغر
هانس كريغر (بالألمانية: Hans Krieger)‏ (و. 1933  م) هو شاعر، ومؤلف، وصحفي، وكاتب ألماني، ولد في فرانكفورت.

## جوائز
حصل على جوائز منها:
- جائزة المنافسة العامة  [لغات أخرى]‏ (1946)
- قائد الفنون والآداب